# Cheung Kong Holdings

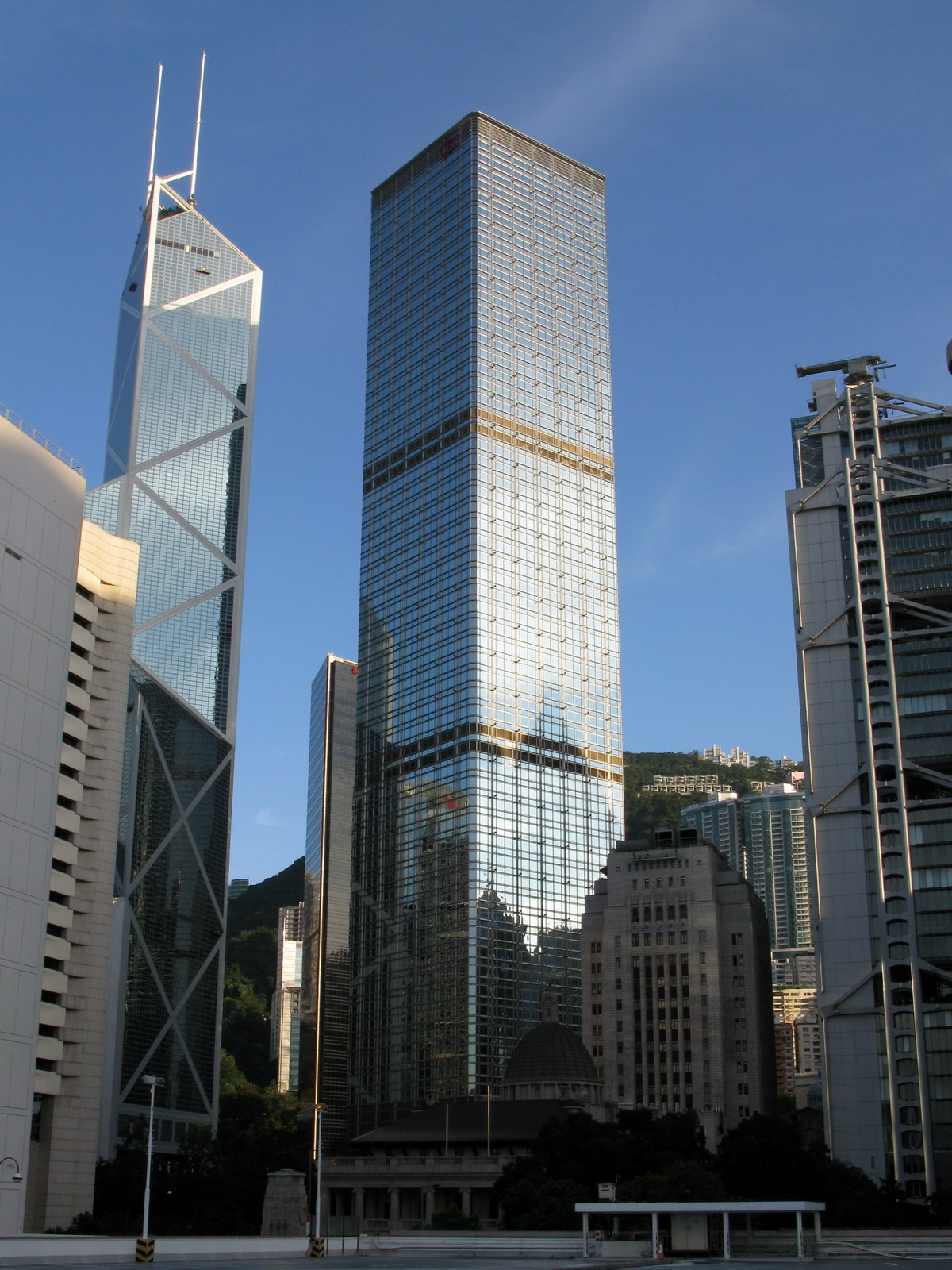
Cheung Kong Center, Central 2008

Das chinesische Unternehmen Cheung Kong Holdings war die Holding der Cheung-Kong-Gruppe und hatte ihren Hauptsitz in Hongkong. Im Juni 2015 wurde die Holding umorganisiert und zusammen mit Hutchison Whampoa zum neuen Unternehmen CK Hutchison Holdings fusioniert. Ein Teil der Holding wurde dabei neu gegründet als Cheung Kong Property Holdings.

## Übersicht
Der Konzern bestand aus zehn Unternehmen, die an der Hong Kong Stock Exchange (HKSE) gelistet waren. Die Marktkapitalisierung der gesamten Gruppe betrug dabei 815 Milliarden HK$ im Mai 2007.
Die Cheung-Kong-Gruppe war in diversen Geschäftszweigen tätig, von Immobilien und Medien über Telekommunikation bis hin zur Biotechnologie, Häfen und Einzelhandel. Sie operierte in 55 Ländern und hatte dabei 240.000 Mitarbeiter.
Li Ka Shing gründete Cheung Kong Industries 1950 als ein Herstellerunternehmen von Plastik. Unter seiner Führung wuchs das Unternehmen sehr stark und entwickelte sich zu einem Bau- und Investitionsunternehmen. 1972 brachte er Cheung Kong (Holdings) an die Börse, 1979 übernahm er die Hutchison Whampoa Limited, die damals zu fast 50 % der Cheung Kong (Holdings) gehört.
Bis zum Zusammenschluss war Li Ka Shing Vorsitzender der Cheung Kong (Holdings) Limited und der Hutchison Whampoa Limited. Sein ältester Sohn Victor Li Tzar-kuoi war der Geschäftsführer und stellvertretender Vorsitzender von Cheung Kong (Holdings) Limited, stellvertretender Vorsitzender von Hutchison Whampoa Limited, und Vorsitzender von Cheung Kong Infrastructure Holdings Limited und von CK Life Sciences Int'l., (Holdings) Inc.

## Struktur der Cheung-Kong-Gruppe
Die Cheung Kong Gruppe hatte dabei folgende Struktur von Beteiligungen und Geschäftsfeldern:
Cheung Kong (Holdings) Limited (長江實業(集團)有限公司) SEHK: 0001, ein ständiges Mitglied im Hang Seng Index
- Hutchison Whampoa Limited (和記黃埔有限公司) SEHK: 0013, ein ständiges Mitglied im Hang Seng Index, gehört zu 49,97 % der Cheung Kong (Holdings) Limited.
  - Hutchison Telecommunications International Limited SEHK: 2332, NYSE: HTX, gehört zu 50,0036 % der Hutchison Whampoa Limited, und zu 1,09 % direkt der Cheung Kong (Holdings) Limited. Festnetz- und Mobiltelefonie in Hongkong, Israel, Thailand, Sri Lanka, Ghana und Vietnam[3]
  - Cheung Kong Infrastructure Holdings Limited(長江基建集團有限公司) SEHK: 1038, ein ständiges Mitglied im Hang Seng Index, gehört zu 84,58 % der Hutchison Whampoa Limited. Tätig in den Bereichen Energie, Wasser, Transport, in Hongkong, Australien, Großbritannien, China und den Philippinen.[4]
    - Hong Kong Electric Holdings Limited (香港電燈集團有限公司) SEHK: 0006, ein ständiges Mitglied im Hang Seng Index, gehört zu 38,87 % der Cheung Kong Infrastructure Holdings Limited.

  - Hutchison Harbour Ring Limited SEHK: 0715, gehört zu 61,97 % der Hutchison Whampoa Limited und ist in den Bereichen Spielzeug, Mobilfunkzubehör, Lizenzgeschäft (u. a. für Warner Bros.) und Bürogebäude in Shanghai.[5]
  - TOM Group Limited SEHK: 2383, gehört zu 24,47 % der Hutchison Whampoa Limited, und zu 12,23 % direkt der Cheung Kong (Holdings) Limited. Tätig in China, Taiwan und Hong Kong in den Medienbereichen Fernsehkanäle, Print, Außenwerbung und Internet[6]
    - TOM Online Inc. NASDAQ: TOMO, SEHK: 8282, gelistet auf dem Growth Enterprise Market, gehört zu 65,73 % der TOM Group Limited, zu 0,22 % der Hutchison Whampoa Limited, und zu 0,11 % direkt der Cheung Kong (Holdings) Limited.
- CK Life Sciences Int’l., (Holdings)[7] (長江生命科技集團有限公司) SEHK: 8222, gelistet auf dem Growth Enterprise Market, gehört zu 44,30 % der Cheung Kong (Holdings) Limited. Tätig in den Bereichen Pharmazeutik und Umwelt[8]

## Bekannte Bauprojekte von Hutchison Whampoa und Cheung Kong (Holdings)
Innerhalb der Hutchison Whampoa Property and Hotel Group:
- Hotels: Harbour Plaza Resort City and Harbour Plaza North Point (Harbour Plaza Hotels & Resorts).
- Bürohochhäuser: Cheung Kong Center (Hongkong), World-Wide House, Shun Tak Centre.
- Privatgebäude: City One Shatin, Tierra Verde (Hongkong) und Caribbean Coast Phase I – Monterey Cove.
- Industriegebäude: Modern Warehouse.

Über die Hutchison Harbour Ring Limited:
- Bürohochhäuser: The Center.